# Казаните (водопад)
 Тази статия е за водопада.  За резервата в Родопите вижте Казаните.  За местността в Пирин вижте Казаните (Пирин).
Казаните е каскаден водопад, разположен на 70 км източно от град София в Златишко-Пирдопската котловина, близо до село Чавдар, по поречието на река Беререйска. Той е природна забележителност от 1970 г. и е вписан в Регистъра на защитените територии и защитените зони на България с № 207.

## Характеристики
Водопад Казаните е разположен на река Беререйска, която е ляв приток на река Тополница. Намира се на сравнително малка надморска височина от 615 метра. Самата височина на водопада също не е голяма. Цялата каскада от най-горния до най-долния край обхваща около 20 метра във вертикална посока.
Водопадът представлява съвкупност от пет малки водопада, преливащи един в друг. В основата под всеки един от тях се е образувал каменен котел, приличащ на „казан“ и имащ диаметър от по 4 – 5 метра. Всеки следващ казан по течението на реката е по-широк и по-дълбок. Точно над първия (и най-високия) от водопадите е изграден стабилен метален мост, от който може да се види каньона на реката и водопада отгоре. Каскадата в цялост не може да се види поради високите скали около реката и пресечения терен.

## Местоположение
Водопад „Казаните“ се намира в пределите на Средна гора, на около 6,5 км южно от село Чавдар. За да се стигне до него трябва да се тръгне от селото в посока местността „Казаните“. След около 3 км по почти равен асфалтов път се преминава по малко мостче над река Тополница. От там до водопада пътя става черен, като напред е за пешеходци, а надясно – за високопроходими автомобили. По пътя за пешеходци може да се продължи още близо километър с кола, след което следва разклонение, на което за водопада трябва да се хване надясно. От тук нагоре започва по-стръмен път, по който след около почти 2 км изкачване и около километър леко спускане се достига до отбивката за водопада, който се пада отляво, на около 20-ина метра по-надолу в дерето на реката. Слизането до водопада става по много тясна и стръмна, обезопасена с дървен парапет пътека.
След спускането до горната част на водопада може да се продължи като се премине на отсрещната страна по метален мост, да се тръгне надясно покрай реката или да се мине под парапета от ляво и по много стръмна и трудно разпознаваема пътека да се достигне до долната част на водопада.

## Галерия
- Водопадът заснет от моста
- Водопадът заснет под моста
- Най-долната част на водопада